# Tự do tôn giáo

Tự do tín ngưỡng hay tự do tôn giáo thường được coi là một nguyên tắc ủng hộ quyền tự do của cá nhân hay cộng đồng trong việc công khai hoặc bí mật thực hành, thờ phụng, rao giảng, hay tu tập một tôn giáo hay tín ngưỡng. Khái niệm này thường được thừa nhận là có bao gồm cả việc tự do thay đổi tôn giáo hoặc tự do không theo một tôn giáo nào. Tại nhiều quốc gia, tự do tín ngưỡng được nhiều người coi là một quyền cơ bản của con người.
Tuyên ngôn Quốc tế về Nhân quyền định nghĩa tự do tín ngưỡng như sau: "Mỗi người có quyền tự do tư tưởng, lương tâm, và tín ngưỡng; quyền này bao gồm tự do thay đổi tín ngưỡng, và tự do thể hiện tôn giáo hay tín ngưỡng của mình một cách cá nhân hoặc công khai trong việc rao giảng, thực hành, thờ phụng, và tu tập." ("Everyone has the right to freedom of thought, conscience and religion; this right includes freedom to change his religion or belief, and freedom, either alone or in community with others and in public or private, to manifest his religion or belief in teaching, practice, worship, and observance.")
Điều 18 Công ước Quốc tế về các quyền dân sự và chính trị nói rằng: "Quyền tự do của cá nhân thể hiện tôn giáo hay tín ngưỡng của mình chỉ phải chịu các giới hạn chẳng hạn như các giới hạn được luật pháp quy định và các giới hạn cần thiết để bảo vệ an toàn, trật tự, sức khỏe xã hội, hay tinh thần hoặc các quyền cơ bản và quyền tự do của những người khác." ("Freedom to manifest one's religion or beliefs may be subject only to such limitations as are prescribed by law and are necessary to protect public safety, order, health, or morals or the fundamental rights and freedoms of others.")
Tại một quốc gia có quốc giáo, tự do tín ngưỡng thường được hiểu là chính phủ cho phép thực hành các hoạt động của các tôn giáo khác với quốc giáo, và không đàn áp các tín đồ thuộc các tôn giáo khác.
Về phương diện cá nhân (không phải chính phủ), sự khoan dung tôn giáo thường được hiểu là thái độ chấp nhận đối với tín ngưỡng của những người khác. Sự khoan dung này không đòi hỏi người ta phải coi tôn giáo của những người khác cũng đúng đắn như của mình; thay vào đó là quan điểm rằng mỗi công dân chấp nhận rằng những người khác có quyền giữ và thực hành các đức tin của riêng mình.
Ngày nay, có những mối quan tâm về sự đàn áp các tôn giáo thiểu số tại các nước Hồi giáo và tại một số quốc gia khác như Trung Quốc và Cộng hòa Dân chủ Nhân dân Triều Tiên, cũng như một số hình thức không khoan dung khác tại các quốc gia khác —chẳng hạn việc một số nước châu Âu cấm các trang phục tôn giáo như Khăn trùm đầu Hồi giáo.
Tự do tín ngưỡng là một khái niệm luật pháp có quan hệ, nhưng không đồng nhất, với sự khoan dung tôn giáo, sự phân tách giữa giáo hội và nhà nước, hay nhà nước thế tục (laïcité).